# Betta pallifina
Betta pallifina (лат.) — вид лабиринтовых рыб из семейства макроподовых (Osphronemidae). Эндемик острова Калимантан. Для оценки охранного статуса вида недостаточно данных.

## Внешний вид и строение
Длина тела до 6,6 см. В спинном плавнике от семи до девяти мягких лучей, в грудном — от одиннадцати до четырнадцати, а в анальном плавнике — от двадцати семи до тридцати двух. По боковой линии от тридцати двух до тридцати четырех чешуек. Окраска очень яркая, особенно у самцов. Они желтовато-коричневые, с зелено-голубыми переливами, более заметными у самцов. Жаберные крышки взрослых самцов украшены чешуйками с металлическим блеском, цвет которых варьирует от небесно-голубого до золотого, в зависимости от освещения. У основания хвостовых плавников имеется черное пятно ланцетовидной формы. У самок есть прозрачная полоса у внешних краев анального и хвостового плавников
.

## Распространение и среда обитания
Betta pallifina известен только из чистых лесных ручьев в верхнем бассейне реки Барито на территории индонезийской провинции Центральный Калимантан. Эти ручьи имеют мягкое песчаное или листовое дно с густой растительностью по берегам и участками водной растительности. Температура воды, в которой водятся эти рыбы, обычно составляет 25-26 °C, а уровень pH колеблется в пределах 6,6-7,4.

## Размножение
Betta pallifina — это вид рыб, инкубирующий икру во рту. Эти занимается самец, удерживая мальков во рту до трех недель. В неволе этих рыб очень легко разводить. Во время нереста, который может занять несколько часов, самец «обнимает» самку. Оплодотворенная икра собирается в рот самца, и после завершения нереста он удаляется, чтобы инкубировать икру. Родители не нападают на мальков, когда те покидают рот самца.

## Содержание в неволе
Эти рыбы относительно неприхотливы. Они переносят более жесткие водные условия, чем большинство их сородичей и быстро адаптируются к жизни в неволе. Их следует содержать отдельно от других видов рыб. В аквариуме должно быть много укрытий, растений и коряг. Уровень pH следует поддерживать в диапазоне 6,6-7,4, хотя уровень ниже или выше этого значения вполне допустим, если его поддерживать стабильным. Кормить несложно, так как они с готовностью принимают большинство предлагаемых продуктов. Как и для всех рыб, рекомендуется проводить циклическую обработку аквариума, чтобы аммиак или нитриты не нанесли вреда рыбе. Поток воды, вызванный фильтром, не вызывает проблем у Betta pallifina, поскольку они происходят из лесных ручьев и могут справляться с течением лучше, чем большинство видов Betta. Едят разнообразную живую пищу, например, энхитреусов Enchytraeus albidus и Enchytraeus buchholzi, бескрылых дрозофил (Drosophila melanogaster) и артемий. Рыбы, содержащиеся в неволе, с готовностью едят гранулированные корма и хлопья, а также замороженные и сублимированные продукты, хотя их следует замачивать перед кормлением. Мальков следует кормить молодыми артемиями, микрочервями или инфузориями.